# 伊藤かずえ
伊藤 かずえ（いとう かずえ、1966年12月7日 - ）は、日本の女優・タレント・歌手・YouTuberである。本名、伊藤 和枝（いとう かずえ）。
北海道生まれ、神奈川県横浜市出身、ホリプロ所属。

## 略歴
横浜市立瀬谷小学校卒業、横浜市立瀬谷中学校卒業、神奈川県立希望ヶ丘高等学校（定時制）中退。

### 東映児童研修所時代からデビューまで
小学生の頃、内気な性格を変えるために母親に勧められ、東映児童研修所に入る。
1978年7月、神奈かずえの芸名でクラウンレコードよりタイトル「ひとりぽっちの村祭り」でレコードを発売。
1979年、伊藤和枝名義で映画『花街の母』（東宝）に出演。1981年、『江戸を斬るVI』でドラマ初出演。
1981年、映画『燃える勇者』のオーデションで応募者約2万人の中から選ばれ、真田広之と共にW主演を務めた。
1982年4月には「哀愁プロフィール」でアイドル歌手としてもデビュー。10月より放送されたフジテレビ系ドラマ『ねらわれた学園』に出演し、原田知世、本田恭章らと共に注目を集めた。

### 大映ドラマへの出演
1984年4月 - 9月放送の大映ドラマ『不良少女とよばれて』で演じたツッパリ少女・「モナリザ」「剃刀マコ」こと長沢真琴役で一躍脚光を浴びる。その後も『スクール☆ウォーズ』や『乳姉妹』などに出演し、大映ドラマに欠かせない存在になった。1985年10月 - 1986年3月放送の大映ドラマ『ポニーテールはふり向かない』では、主人公の少女ドラマー・麻生未記を演じ、念願の初主演を果たした。一連の大映ドラマでも、松村雄基や鶴見辰吾と共演した作品が多かった。

### 1990年代以後
1997年より出演した『ナースのお仕事』シリーズで、黒縁眼鏡の大島冴子役を演じた。
1999年、ロックバンドのSIAM SHADEのベーシスト・NATIN（現在はNATCHIN名で活動中）と結婚、2001年に長女を出産。
出産以降は主婦タレントとしても活躍。『はなまるマーケット』では幅広い趣味を生かし半年間レギュラーを務め、『ニャンちゅうといっしょ』では母親らしい一面を見せ、“かずちゃん”と慕われた。しんぶん赤旗日曜版にて、年4回シリーズで布雑貨の連載がスタート。
2007年、スーパー戦隊シリーズ『獣拳戦隊ゲキレンジャー』に出演、生身でのカンフーアクションを披露した。東映児童部時代、『秘密戦隊ゴレンジャー』や『仮面ライダーストロンガー』にエキストラ出演した際、いつか特撮ヒーロー番組に出演したいと願っていた彼女にとっては「30年越しの夢が叶った」番組となった。その後『炎神戦隊ゴーオンジャー VS ゲキレンジャー』にゲキレンジャー側のレギュラーキャラとして再登場、更に『侍戦隊シンケンジャー』にもゲスト出演し、スーパー戦隊シリーズに3作連続で関わる事となった。そして2020年10月には『魔進戦隊キラメイジャー』に桑江咲菜と共にゲキレンジャーと同じ役でゲスト出演した。
2011年8月、ラジオドラマ『NISSAN あ、安部礼司〜BEYOND THE AVERAGE』にゲスト出演。大映ドラマスペシャルと題して、同ドラマシリーズのナレーションを担当していた来宮良子と共にパロディを演じた。
2013年8月上旬、離婚届を提出、約13年半の結婚生活にピリオドを打った。
2022年9月3日、自身のYouTubeチャンネルである『やっちゃえ伊藤かずえ』を開設。

## 人物
- 大映ドラマでは、身体能力を生かしたアクションシーンが多い。これは、幼い頃に山下公園でアクションシーンに挑んでいた志穂美悦子に憧れ、鍛錬を重ねた成果で、現在もアクション関係の道場に通う。『スクール☆ウォーズ』では、馬に乗って不良たちを蹴散らすなどしたシーンが、『ポニーテールはふり向かない』では、ドラムスティックを武器にしてヤクザと格闘する場面が、それぞれ話題になった。ただし、本人は運動神経は「良くない」と語っている[どこ?]。
- 10代後半の頃は小さな芸能事務所に籍を置いており、給料も固定給で月6〜7万円程度だった。この頃、大映ドラマで共演した堀ちえみと親しくなり、会話の中でふとギャラの話となった時に伊藤のギャラの安さに驚いた堀から「それはおかしい」とアドバイスされ、現在も所属するホリプロを紹介される。のち20歳すぎの頃に事務所をホリプロに移籍してからは格段に収入が上がったことで、堀ちえみには感謝の言葉を述べている。
- 資格：書道三段、剣道。免許：普通自動車免許、普通二輪免許。
- 趣味は、洋裁、料理、インラインスケート、スキューバーダイビング、乗馬。2022年から水墨画を描き始めた[8]。彼女の着用する服の多くは、特技の洋裁を生かした自作品で、『森田一義アワー 笑っていいとも!』に出演時[いつ?]も自作の服で登場、話題となった。また、シュシュ作りにはまっており2014年2月23日に放送された『有吉反省会』の禊では24時間シュシュつくりを命じられた[9]。飲酒好きで酒豪でもある。東山紀之や川合俊一などは独身時代からの飲み友達だったとインタビュー等で語っている。
- 楠瀬誠志郎の楽曲の大ファンであり、楠瀬のラジオ番組に自らFAXを送ったこともある。
- 愛車は1990年に購入した日産・シーマ（初代 FPY31型）[10]。車体色はパールホワイト。「多くの車に乗ってきたが、これが一番自分に合っている」と評価し、走行距離10万km達成時にエンジン（VG30DET）と足回りの部品を全て新品に交換し、20万kmを超えた現在も乗り続けている[11][12][注 3]。2007年3月の『読売新聞』の記事において「シーマは体の一部。40万kmまで一緒に走る」とも語った[15][16]。2021年4月より日産自動車によりレストア作業が実施され[17]、12月7日、レストア完成お披露目会見を行った[18]。2022年7月現在、走行距離は26万7600km[19]。
- 極度の近眼。「出産時、コンタクトレンズを外していたので、子供の顔が見えなかった」と『ごきげんよう』でコメントしたことも[いつ?]。

- いとうまい子、比企理恵 、南野陽子、杉浦幸、田中美奈子などは仲良しの友人で、長年に渡り交流がある。

## 出演

### 映画
- 花街の母（1979年、東宝） - 幸子 （伊藤和枝名義）
- 燃える勇者（1981年、東映） - 坂本和代
- 月の夜・星の朝（1984年、東宝） - 龍川幸美
- BE FREE!（1986年、東映） - 島本圭子
- BU・SU（1987年、東宝） - 揚羽
- 本場ぢょしこうマニュアル 初恋微熱篇（1987年、東映） - 風間夕子
- アイドルを探せ（1987年、松竹） - 甘露
- 走れジュリー（1989年）
- 彼女が水着にきがえたら（1990年、東宝） - 石井恭世
- ハネムーンは無人島（1991年、松竹） - 主演・水島かほり
- PiCNiC（1996年、エースピクチャーズ） - 女医
- お日柄もよくご愁傷さま（1996年、東映） - 岡部玲子
- 大安に仏滅!?（1998年、東映） - 石川弁護士
- イノセントワールド（1998年、東北新社） - 啓子
- ナースのお仕事 ザ・ムービー（2002年、東宝） - 大島冴子
- Water（2005年、ワイズポリシー） - 凌雲の母
- イズ・エー[is A.]（2003年）
- 天まであがれ!!（2006年） - 鈴木美紗子
- 電影版 獣拳戦隊ゲキレンジャー ネイネイ!ホウホウ!香港大決戦（2007年） - 真咲美希
- 落語娘（2008年、日活） - 古閑由香里
- 炎神戦隊ゴーオンジャーVSゲキレンジャー（2009年、東映） - 真咲美希
- BABY BABY BABY! -ベイビィ ベイビィ ベイビィ-（2009年、東映） - 日比野康子
- オムライス（2011年、よしもとクリエイティブ・エージェンシー）
- PIECE〜記憶の欠片〜（2012年、東映） - 塩村理香
- 空の境界（2013年、セントラルメディアプロモート） - 弓永
- 埼玉家族（2013年、松竹） - 山下優子
- MARCHING -明日へ-（2014年、MARCHING配給委員会） - 幸江
- 媚空 -ビクウ-（2015年、東北新社） - アズサ [20]
- ROKUROKU（2018年、キュー・テック） - ヤヨイ
- パーフェクトワールド 君といる奇跡（2018年、松竹/LDH PICTURES） - 川奈咲子 [21]
- 徐福 永遠の命を探して（2019年、アイモーション）
- てぃだ いつか太陽の下を歩きたい（2022年、エムエフピクチャーズ）[22]
- ARAKAWA UNDER 9 -Episode1-（2023年上映、KEITO） - 特別出演

### オリジナルビデオ
- 日本統一外伝 田村悠人2（2021年、ライツキューブ） - 美南の北海道の知人

### 連続テレビドラマ

#### NHK総合
- 少年ドラマシリーズ「だから青春 泣き虫甲子園」（1983年6月 - 10月）
- 連続テレビ小説
  - 和っこの金メダル（1989年） - 大西妙子
  - すずらん（1999年） - 日高由美子
- マチベン（2006年） - 鶴田聡美
- 大河ドラマ べらぼう〜蔦重栄華乃夢噺〜（2025年） - マツ 役

#### 日本テレビ系
- 華麗なるスパイ（2009年） - 平原泉
- 桜からの手紙 〜AKB48 それぞれの卒業物語〜（2011年） - 柏木君子
- リバウンド（2011年） - 大場智恵
- 五つ星ツーリスト〜最高の旅、ご案内します!!〜 第5話ゲスト出演（2015年2月5日） - 丸山美穂
- 青春探偵ハルヤ〜大人の悪を許さない!〜 第4話ゲスト出演（2015年11月5日） - 荒川征子
- 地味にスゴイ! 校閲ガール・河野悦子 第8話ゲスト出演（2016年11月23日） - 桜川葵
- ファーストペンギン! 第1話・第2話（2022年10月5日・12日） - 女将

#### TBS系
- 仮面ライダーシリーズ
  - 仮面ライダーストロンガー（1975年、毎日放送）子役エキストラ
- 江戸を斬るVI 第16話「白洲に哭いた父ふたり」（1981年） - おりん
- 水戸黄門第12部
  - 第14話～第27話（1981年 - 1982年） - 千鶴
  - 第27話「瞼の母娘にめぐる春 -江戸・水戸-」（1982年） - 田鶴（一人二役）
- 高校聖夫婦（1983年・大映テレビ） - 杉田あゆみ
- 少女が大人になる時 その細き道（1984・大映テレビ） - 海野明子
- 不良少女とよばれて（1984年・大映テレビ） - 長沢真琴
- スクール☆ウォーズ（1984年・大映テレビ） - 富田圭子
- 乳姉妹（1985年・大映テレビ） - 大丸千鶴子
- ポニーテールはふり向かない（1985年・大映テレビ） - 主演・麻生未記
- おんな風林火山（1986年・大映テレビ） - 菊姫
- 赤ちゃんに乾杯!（1987年） - 佐久間杏子
- 空に星があるように（1988年） - 島友紀
- 愛の劇場　
  - 夫婦（1982年・国際放映） - 立花初子
  - アイとサムの街（1991年） - 主演
  - 私の生徒は12人（1992年） - 主演
  - 聞かせてよ愛の言葉を（2005年） - 主演 佐野千尋
- HOTEL 第2シリーズ（1992年） - 影山涼子
- 愛するということ（1993年） - 松田あおい
- 私、味方です 第10話「整形美人の復讐」（1995年）
- PU-PU-PU- 第1話（1998年） - 松原レナ
- 虹のかなた（2004年、毎日放送『ドラマ30』） - 水沢晶
- 幸せになりたい!（2005年） - 星野早苗
- 花より男子 最終回ゲスト（2005年） - 山中美菜子
- 夜王 第1話ゲスト（2006年） - 国枝弥生
- 赤かぶ検事奮戦記 京都転勤篇 第2話（2010年1月20日） - 岩田峰子
- うぬぼれ刑事 第4話（2010年7月30日） - 羽柴サチ江
- JIN-仁- 完結編 第2話ゲスト（2011年4月24日） - 上臈御年寄
- 怪盗ロワイヤル 第3話ゲスト（2011年11月11日） - マダム律子
- レジデント〜5人の研修医 第3話ゲスト（2012年11月1日） - 斉藤美加子
- 潜入探偵トカゲ 第3話ゲスト（2013年5月2日） - 鈴木玲奈
- 名もなき毒（2013年） - 野瀬祐子
- 遠い約束〜星になったこどもたち〜（2014年8月25日） - 水野有枝
- 天皇の料理番 第10話・第11話（2015年6月28日・7月5日） - 滝川女官
- IQ246〜華麗なる事件簿〜 第1話（2016年10月16日） - 桜庭彬子
- 水戸黄門 第2シリーズ 第5話ゲスト（2019年6月23日、BS-TBS） - おそね

#### フジテレビ系
- ねらわれた学園（1982年） - 高見沢みちる
- 花嫁衣裳は誰が着る（1986年・大映テレビ） - 相良みさ子
- もりもりぼっくん（1986年） - ゲスト出演・本人役
- ザ・スクールコップ（1986年・大映テレビ） - ケイコ
- スケバン刑事III 少女忍法帖伝奇（1987年・東映）TVスペシャル「三姉妹最も危険な旅 八つの死の罠」 - 多聞菊子
- 男が泣かない夜はない（1987年） - 筒井まさみ
- もう誰も愛さない（1991年） - 町田玲子
- 世にも奇妙な物語
  - 「峠の茶屋」（1991年） - 主演・中村直美
  - 「タガタガの島」（1992年） - 主演・伊藤香織
- サスペンス・明日の13章「変身もう一人の私」（1993年、関西テレビ） - 長崎さとみ・水田玲子（二役）
- 君が見えない（1994年） - 宮原梨果
- Dの遺伝子 第11話 メンタルヘルス（1997年6月23日） - 斉藤弓子
- 彼女たちの結婚（1997年） - 林圭子
- ナースのお仕事2（1997年） - 大島冴子
- 板橋マダムス（1998年） - ゲスト出演
- 髪結い伊三次（1999年） - いなみ
- 傷だらけの女 第9話 ゲスト出演（1999年6月8日） - 飯田澄子
- ナースのお仕事3（2000年） - 大島冴子
- 盤嶽の一生 第6話「流れ者」（2002年） - おりき
- ナースのお仕事4（2002年） - 大島冴子
- ハングリー! 第2話（2012年1月17日） ゲスト出演 道子
- 明日の光をつかめ -2013 夏-（2013年） - 梅井加代
- 難波金融伝・ミナミの帝王　第6作「狙われた銀次郎」（制作：関西テレビ、2013年） - 吉田恵美子
- ナースのお仕事 再会編（2014年） - 大島冴子
- 新・牡丹と薔薇（2015年） - 小日向眞澄
- リテイク 時をかける想い 第3話（2016年12月17日） - 謎の女
- 隣の家族は青く見える（2018年） - 片岡洋子

#### テレビ朝日系
- 人造人間キカイダー（1972年）子役エキストラ
- 仮面ライダーシリーズ
  - 仮面ライダーV3（1973年、毎日放送）子役エキストラ
- がんばれ!!ロボコン（1974年）子役エキストラ
- スーパー戦隊シリーズ
  - 秘密戦隊ゴレンジャー（1975年）子役エキストラ
  - 獣拳戦隊ゲキレンジャー（2007年） - 真咲美希役・第33回では瑤泉院
  - 侍戦隊シンケンジャー 第三十四幕（2009年） - 白石響子
  - 魔進戦隊キラメイジャー エピソード27（2020年） - 真咲美希 [23]
- 他人家族（1982年） - 榊絵美
- 柳生十兵衛あばれ旅 第2話赤い糸車の女（1982年10月26日） - おいね
- 暴れん坊将軍III 第83話ゲスト（1989年） - 竹姫
- Dr.クマひげ（1989年 - 1990年）
- うちの母ですが…（1995年） - 栗原千里
- 流れ板七人 第4話ゲスト（1997年）
- 凄絶!嫁姑戦争 羅刹の家（1998年） - 小椋涼香
- はみだし刑事情熱系 第7シリーズ/最終章（2003年 - 2004年） - 戸倉梢
- 相棒IV 第18話ゲスト出演（2004年）
- 科捜研の女 - 香坂怜子
  - 新・科捜研の女 第3シリーズ 第6話ゲスト出演（2006年）
  - 新・科捜研の女 第7話ゲスト出演（2008年）
  - 科捜研の女 第11シリーズ 第9話ゲスト出演（2011年）
  - 科捜研の女 第14シリーズ 第5話ゲスト出演（2014年）
- 7人の女弁護士 第3話ゲスト出演（2008年4月） - 荻野忍
- 特命係長 只野仁 第37話ゲスト出演（2009年） - 神崎リリー
- 名探偵の掟 第2話ゲスト出演（2009年） - 町田恵子
- 京都地検の女(5) 第2話ゲスト出演（2009年） - 美山紀香
- 警部補 矢部謙三2 最終話ゲスト出演（2013年） - 佐伯佐智子
- スミカスミレ 45歳若返った女 最終話ゲスト出演（2016年） - 宮城マリナ
- 重要参考人探偵 第7話（2017年12月1日） - 田崎典子
- OTHELLO 第4話・第7話・最終話（2022年8月29日・9月26日・10月10日、ABCテレビ） - 山口恵子[24]

#### テレビ東京系
- 孤独のグルメ Season5 第3話（2015年10月17日） - 女性店主 役
- W県警の悲劇 最終話（2019年9月21日、BSテレ東） - 下田友里
- 警視庁考察一課 第10話・第11話（2022年12月19日） - キャシー伊藤

#### WOWOW
- 連続ドラマW 希望ヶ丘の人びと（2016年） - 藤村香織

#### Dlife
- 東京ガードセンター（2014年） - 園麻理恵

### 単発ドラマ
- 熱中時代スペシャル（1988年、日本テレビ） - 島谷ますみ
- 宮本武蔵（1990年、テレビ東京） - 朱実
- 柳生武芸帳（1990年、日本テレビ） - 於季
- 横溝正史傑作サスペンス 女王蜂（1990年、テレビ朝日）
- 金田一耕助の傑作推理「魔女の旋律」（1991年、TBS） - 水島珠生
- 西村京太郎サスペンス「冤罪」 全4作（2000年 - 2004年、TBS） - 草野咲
- ザ・介護番長（2005年、TBS）
- 赤い運命（2005年、TBS） - 下条秋子 役
- 白虎隊（2007年、テレビ朝日） - 浅井すみ江 役
- さよならゴースト（2012年、BS日本） - 恒雪貴子
- 月曜ワイド劇場（テレビ朝日）
  - 暴力少年 愛する息子よ、死んでくれ!（1983年4月25日）
- 木曜ゴールデンドラマ（よみうりテレビ）
  - 時効家族（1983年5月19日）
- 火曜ミステリー劇場
  - 十津川警部の挑戦（1990年） - 佐々木季見子
- 火曜サスペンス劇場枠（日本テレビ）
  - 女子高生への鎮魂曲（1983年）
  - 山岳ミステリー 全5作（1989年 - 1991年） - 主演・殿岡みどり
  - 六月の花嫁「結婚適齢期」（1991年） - 主演
  - 北の運河殺人事件（1992年） - 主演
  - できごころ（1996年） - 主演
- 金曜エンタテイメント枠（フジテレビ）
  - 山村美紗サスペンス「京都ミス映画村殺人事件」（1993年） - 主演・石田梨乃
  - 山村美紗スペシャル「京都百人一首殺人事件」（1995年） - 主演・千代乃
  - 山村美紗サスペンス「京都夜の祇園殺人事件」（1997年） - 主演・夏子
- 金曜プレステージ枠（フジテレビ）
  - お母さんぼくが生まれてごめんなさい（2007年7月13日） - 向野幾世
  - 外科医 鳩村周五郎血塗られた挑戦状II（2009年8月28日） - 橘美鈴
  - 西村京太郎サスペンス 十津川刑事の肖像2（2010年6月4日） - 逢沢雪乃
  - 絶対泣かないと決めた日〜緊急スペシャル〜（2010年7月2日） - 夏目みどり
  - 医療捜査官 財前一二三2（2011年12月16日） - 西田眞弓 役
- 土曜ワイド劇場（テレビ朝日）
  - 授業参観の女（1984年） - アキ
  - 女ルポライター水上結花 - 主演・水上結花
    - 南紀殺人回流（1993年）
    - ブルートレイン「はやぶさ」殺人事件（1993年）

  - 女ひとり暮らし連続殺人（1993年） - 主演
  - 7人のOLが行く!2「神秘の島バリ編 連続殺人の熱い夜!」（1995年） - 相沢さくら
  - 厄除け商売繁盛殺人事件(2)〜(3)（1995年 - 1996年） - 高杉法子
  - 西村京太郎トラベルミステリー(47)「五能線の女」（2006年） - 佐伯香織
  - 100の資格を持つ女〜ふたりのバツイチ殺人捜査〜(1)「特命潜入!美人シングルマザー転落死の謎?」（2008年） - 水島みゆき
  - 検事・朝日奈耀子(10)「医師&検事〜2つの顔を持つ女!群馬四万温泉、滝つぼに落ちたら結石が消えた!?持病が変わる殺人トリック」（2011年） - 今井紀子
  - 狩矢父娘シリーズ(13)「京都・嵯峨野トロッコ列車殺人事件」（2011年） - 中本あかね
  - 人類学者・岬久美子の殺人鑑定(3)「光る肋骨と緑色の頭蓋骨の謎!」（2013年） - 江成由紀乃
  - 新・おとり捜査官(19)「罪深き美女・連続殺人!」（2015年） - 岡野典子
- ザ・サスペンス（TBS）
  - 私の愛した女（1983年） - 矢島淳子・晶子（二役）
  - 処女が見た（1984年） - 竹田和恵
  - ふたりの恋人（1984年）
- 女と愛とミステリー（テレビ東京）
  - いなか刑事・伊原泰三の退職捜査日誌(1)「盗撮ビデオ殺人事件」（2001年） - 今井晴子
- 水曜ミステリー9（テレビ東京）
  - 事件記者 浦上伸介(4)「みちのく蕎麦街道殺人事件」（2006年） - 淡島みどり
  - 港町人情ナース(2)「伊豆温泉リゾート殺人事件」（2007年） - 三沢由美子
  - 刑事吉永誠一 涙の事件簿(8)「虹が消えた交差点」（2011年） - 安藤真知子
  - 街占師 〜北白川晶子の事件占い〜(2)（2012年） - 春永恵美子
  - 旅行作家・茶屋次郎(10)「箱根早川殺人事件」（2012年） - 島田芳江
  - マトリの女 厚生労働省 麻薬取締官（2014年） - 榎本麗子
  - 金沢のコロンボ(3)（2016年） - 連城志乃
- 月曜ゴールデン（TBS）
  - 狩矢警部シリーズ(3)「京都茶道三姉妹殺人事件」（2007年） - 伊集院椿
  - 警視庁南平班〜七人の刑事〜（2009年 - ） - 細谷玲子
  - 3夜連続スペシャルドラマ ブラックボード〜時代と戦った教師たち〜 第2夜（2012年、TBS） - 古沢美恵子
  - 浅見光彦シリーズ(32)「天河伝説殺人事件」（2013年、TBS） - 水上菜津美
- テレビ未来遺産
  - “終戦69年”ドラマ特別企画 遠い約束〜星になったこどもたち〜(2014年8月25日、TBS） - 水野有枝
- 山形発地域ドラマ「私の青おに」（2015年11月18日、NHK BSプレミアム） - 辻村幸枝
- サスペンス特別企画「仮釈放の条件 出口の裁判官 岬真斗香」（2016年3月13日、テレビ東京） - 大場晴恵
- 月曜プレミア8 内田康夫サスペンス 新・信濃のコロンボ2 北国街道殺人事件（2021年8月23日、テレビ東京） - 谷永和子
- NHK特集ドラマ 混声の森（2022年3月26日・27日、NHK BS4K / 2022年7月23日・30日、NHK BSプレミアム）- 大島真理子 役
- ペルソナの密告 3つの顔をもつ容疑者（2023年3月24日、テレビ東京） - 雪村叶恵 役[25]

### アニメ
- 悪魔の花嫁 1983年 プリンセス連載『悪魔の花嫁』イメージソング
- アニメ三銃士 イメージソング「星屑のイノセンス」
- 愛しのベティ 魔物語（1986年、東映） 主題歌「あ・な・た・にアムール」
- るろうに剣心 -明治剣客浪漫譚-（朱羅の声）
- お茶犬 『ほっ』とものがたり（ナレーション）
- ライジング! 1985年 週間少女コミック連載『ライジング!』イメージソング
- ボノロン 〜不思議な森のいいつたえ〜 2007年 ボノロン

### ラジオ
- 岡田惠和 今宵、ロックバーで〜ドラマな人々の音楽談義〜　第202回（2016年7月23日、NHK-FM）[26]
- オートラマときめきのウィークエンド（TOKYO FM）
- まんまる (2024年4月4日 - (予定)、NHKラジオ第1）-木曜パーソナリティ

### ラジオドラマ
- NISSAN あ、安部礼司〜BEYOND THE AVERAGE（2011年8月28日、TOKYO FM制作・JFN系列）

### バラエティー・情報番組
- クイズMONOものがたり（1988年、テレビ朝日）
- Lady's Knight（1988年10月 - 1989年3月、日本テレビ）
- ニャンちゅうといっしょ（2002年 - 2004年、NHK教育）
- はなまるマーケット（2003年10月 - 2004年3月、TBS）
- もっと知りたい! 暮らしQ&A（2004年4月 - 2005年3月、NHK教育）
- 秋の北海道縦断!ローカル路線バス乗り継ぎ ふれあい旅（2008年10月4日、テレビ東京）
- 日本史サスペンス劇場（2008年12月3日、日本テレビ） - 歴史ドラマ 吉良富子
- プラネットベイビーズ（2010年4月 - 、NHK BShi） - ナビゲーター（八嶋智人・田中律子と共に隔週で担当）
- 経済ドキュメンタリードラマ ルビコンの決断（2010年9月16日、テレビ東京） - ドラマ編・筒井陽子
- プリプリ木曜日（2012年10月 - 、毎日放送）
- 趣味どきっ!「姫旅〜華麗なる戦国ヒロイン紀行〜」（NHK Eテレ、2016年12月・2017年1月期（第3回）） - 旅人

### CM
- 農林中央金庫
- ライオン
- 花王 ソフィーナ 土台美容液「肌の劇場」編（2017年）

### インターネット動画
- つか金フライデーDOUGA フジテレビ無料動画サイト - 見参楽（みさんが！）（2011年5月20日 - 8月25日 配信）

### ゲーム
- アナザー・マインド（1998年、PS） - 向井夏子

### 舞台
- 舞台『ぼくらの七日間戦争2025』（2025年8月24日 - 11月9日〈予定〉、東京建物 Brillia HALL 他） - 菊地詩乃 役[27]

## ディスコグラフィ

### シングル
| #                      | 発売日          | A/B面           | タイトル                   | 作詞            | 作曲               | 編曲              | 規格品番        |
| 神奈かずえ 名義        | 神奈かずえ 名義 | 神奈かずえ 名義 | 神奈かずえ 名義            | 神奈かずえ 名義 | 神奈かずえ 名義    | 神奈かずえ 名義   | 神奈かずえ 名義 |
| 日本クラウン           | 日本クラウン    | 日本クラウン    | 日本クラウン               | 日本クラウン    | 日本クラウン       | 日本クラウン      | 日本クラウン    |
| ---------------------- | --------------- | --------------- | -------------------------- | --------------- | ------------------ | ----------------- | --------------- |
| 1                      | 1978年 7月      | A面             | ひとりぽっちの村祭り       | 能勢英男        | 米山正夫           | 小杉仁三          | CW-1755         |
| 1                      | 1978年 7月      | B面             | 母さんの夕焼雲             | 能勢英男        | 米山正夫           | 小杉仁三          | CW-1755         |
| 伊藤かずえ 名義        |                 |                 |                            |                 |                    |                   |                 |
| 日本コロムビア         |                 |                 |                            |                 |                    |                   |                 |
| 1                      | 1982年 4月21日  | A面             | 哀愁プロフィール           | 荒木とよひさ    | 三木たかし         | 矢野立美          | AH-202          |
| 1                      | 1982年 4月21日  | B面             | ガラスのテンダリー         | 園部和範        | 林哲司             | 林哲司            | AH-202          |
| 2                      | 1982年 8月21日  | A面             | 風と光のスニーカー         | 荒木とよひさ    | 三木たかし         | 矢野立美          | AH-247          |
| 2                      | 1982年 8月21日  | B面             | エンドレス・サマー         | 荒木とよひさ    | 三木たかし         | 矢野立美          | AH-247          |
| 3                      | 1983年 3月21日  | A面             | Air-mailの最後に           | 荒木とよひさ    | 上田知華           | 上田知華          | AH-317          |
| 3                      | 1983年 3月21日  | B面             | 亜麻色の風の中を           | 荒木とよひさ    | 榊原政敏           | 信田かずお        | AH-317          |
| 4                      | 1983年 4月21日  | A面             | 悪魔の花嫁                 | 佐藤ありす      | 和泉常寛           | 和泉宏隆          | AH-323          |
| 4                      | 1983年 4月21日  | B面             | 目隠し鬼                   | 佐藤ありす      | 和泉常寛           | 和泉宏隆          | AH-323          |
| 5                      | 1983年 7月21日  | A面             | ファースト・ベルを聴かせて | 荒木とよひさ    | 上田知華           | 上田知華          | AH-351          |
| 5                      | 1983年 7月21日  | B面             | 黄昏はあの日のように       | 荒木とよひさ    | 熊谷安廣           | 若草恵            | AH-351          |
| 6                      | 1984年 2月21日  | A面             | ヨコハマ LONELY CAT        | 岡田冨美子      | 芹澤廣明           | 芹澤廣明          | AH-421          |
| 6                      | 1984年 2月21日  | B面             | 別れの場面                 | 荒木とよひさ    | 久保田早紀         | 若草恵            | AH-421          |
| 7                      | 1985年 1月21日  | A面             | 17歳のテロル               | 売野雅勇        | 後藤次利           | 後藤次利 飛澤宏元 | AH-544          |
| 7                      | 1985年 1月21日  | B面             | ガラスの星座               | 売野雅勇        | 榊原まさとし       | 戸塚修            | AH-544          |
| 8                      | 1985年 9月21日  | A面             | RUNAWAY                    | 松井五郎        | J.Bon Jovi G.Karok | 戸塚修            | AH-651          |
| 8                      | 1985年 9月21日  | B面             | NO!                        | 売野雅勇        | 後藤次利           | 後藤次利          | AH-651          |
| 9                      | 1986年 5月1日   | A面             | ぼっくん!キミがいなきゃ    | 冬杜花代子      | 加藤和彦           | 矢野立美          | CK-772          |
| 9                      | 1986年 5月1日   | B面             | ジュリエットにさせて       | 冬杜花代子      | 加藤和彦           | 矢野立美          | CK-772          |
| 10                     | 1986年 7月1日   | A面             | あ・な・た・にアムール     | 湯川れい子      | 奥慶一             | 奥慶一            | CH-131          |
| 10                     | 1986年 7月1日   | B面             | 愛に来て                   | 湯川れい子      | 奥慶一             | 奥慶一            | CH-131          |
| 11                     | 1986年 10月21日 | A面             | 彼女の彼                   | 佐藤ありす      | いけたけし         | 信田かずお        | AH-782          |
| 11                     | 1986年 10月21日 | B面             | プラス&プラス              | 佐藤ありす      | 和泉常寛           | 信田かずお        | AH-782          |
| フォーライフ・レコード |                 |                 |                            |                 |                    |                   |                 |
| 12                     | 1986年 11月5日  | A面             | BURNIN' (WEST SIDE)        | 鹿紋太郎        | 鹿紋太郎           | 瀬尾一三          | 7K-241          |
| 12                     | 1986年 11月5日  | B面             | BURNIN' (EAST SIDE)        | 鹿紋太郎        | 鹿紋太郎           | 瀬尾一三          | 7K-241          |
| 13                     | 1987年 8月21日  | A面             | Another Face               | 麻生圭子        | 佐藤健             | 椎名和夫          | 7K-265          |
| 13                     | 1987年 8月21日  | B面             | GROWING UP                 | 秋元康          | 佐藤健             | 小林信吾          | 7K-265          |
| 14                     | 1988年 2月16日  | A面             | 星屑のイノセンス           | 麻生圭子        | 小室哲哉           | 清水信之          | 7K-287          |
| 14                     | 1988年 2月16日  | B面             | 永遠のワインディングロード | 麻生圭子        | 和泉常寛           | 清水信之          | 7K-287          |

### アルバム

#### オリジナル・アルバム
| 枚                                     | 発売日                         | タイトル                       | 収録曲 | フォーマット                   | 規格品番                       |
| 日本コロムビア 伊藤かずえ 名義         | 日本コロムビア 伊藤かずえ 名義 | 日本コロムビア 伊藤かずえ 名義 | 日本コロムビア 伊藤かずえ 名義 | 日本コロムビア 伊藤かずえ 名義 | 日本コロムビア 伊藤かずえ 名義 |
| -------------------------------------- | ------------------------------ | ------------------------------ | --- | ------------------------------ | ------------------------------ |
| 1st                                    | 1983年1月21日                  | ハートストリング               | A面 1. 冬の星座 2. air-mailの最後に 3. 亜麻色の風の中を 4. 悲しみのシルバー・レイン 5. 哀愁プロフィール B面 1. Spring Love Song For You 2. 風と光のスニーカー 3. エンドレス・サマー 4. 黄昏はあの日のように 5. 恋にハートを瞳に☆を | LP                             | AF-7168                        |
| 2nd                                    | 1983年8月                      | ミラーズ                       | A面 1. 孤独なランナー 2. アガサの栞 3. 幕ぎれの雨 4. 進化した伝説 5. 別れの場面 B面 1. ファースト・ベルを聴かせて 2. アスファルトの河に 3. ノアの箱舟 4. 微笑みの裏側 5. あした・さよなら                                          | LP                             | AF-7215                        |
| 3rd                                    | 1985年3月21日                  | 月光淑女団 MOONLIGHT LADIES    | A面 1. 17歳のテロル 2. 片手のレジスタンス 3. BLEND YOU 4. 絶対零度 5. チャイナタウン・ローズ B面 1. 奇跡に抱かれなさい 2. 未来の記憶 3. イマージェンシー 4. 好奇心革命 5. メタモルフォーゼ                                         | LP                             | AF-7345                        |
| 3rd                                    | 1996年8月21日                  | 月光淑女団 MOONLIGHT LADIES    | 1. 17歳のテロル 2. 片手のレジスタンス 3. BLEND YOU 4. 絶対零度 5. チャイナタウン・ローズ 6. 奇跡に抱かれなさい 7. 未来の記憶 8. イマージェンシー 9. 好奇心革命 10. メタモルフォーゼ                                                | CD                             | COCA-13679                     |
| 4th                                    | 1986年10月21日                 | 彼女の彼                       | A面 1. 風のキーワード 2. 嘘つきのGOOD-BYE 3. 彼女の彼 4. ガラスティック・エイジ 5. 風景 B面 1. プラス&プラス 2. FIRST LAST PRESENT 3. エンジェルズ・グラフィティー 4. FLYING BIRD 5. IF-胸の中で                                   | LP                             | AF-7431                        |
| 4th                                    | 1986年10月21日                 | 彼女の彼                       | 1. 風のキーワード 2. 嘘つきのGOOD-BYE 3. 彼女の彼 4. ガラスティック・エイジ 5. 風景 6. プラス&プラス 7. FIRST LAST PRESENTS 8. エンジェルズ・グラフィティー 9. FLYING BIRD 10. IF-胸の中で                                         | CD                             | 32CC-1142                      |
| フォーライフ・レコード KAZUE ITOH 名義 |                                |                                | |                                |                                |
| 5th                                    | 1987年9月21日                  | アナザーフェイス               | A面 1. GROWING UP 2. オーバーヒート 3. ラビリンス 4. 時間白書 Just a time away 5. Another Face B面 1. Get Down Tonight 2. 時を駆けぬけて 3. Narcissist 4. Still Love You 5. Modern Boys, Modern Girls                              | LP                             | 28K-137                        |
| 5th                                    | 1987年9月21日                  | アナザーフェイス               | 1. GROWING UP 2. オーバーヒート 3. ラビリンス 4. 時間白書 Just a time away 5. Another Face 6. Get Down Tonight 7. 時を駆けぬけて 8. Narcissist 9. Still Love You 10. Modern Boys, Modern Girls                                     | CD                             | 33KD-110                       |

#### ライブ・アルバム
| 枚                             | 発売日                         | タイトル                                    | 収録曲 | フォーマット                   | 規格品番                       |
| 日本コロムビア 伊藤かずえ 名義 | 日本コロムビア 伊藤かずえ 名義 | 日本コロムビア 伊藤かずえ 名義              | 日本コロムビア 伊藤かずえ 名義 | 日本コロムビア 伊藤かずえ 名義 | 日本コロムビア 伊藤かずえ 名義 |
| ------------------------------ | ------------------------------ | ------------------------------------------- | --- | ------------------------------ | ------------------------------ |
| 1st                            | 1985年12月1日                  | MY PORTRAIT ライヴ&スペシャル・コレクション | A面 1. オープニング〜17歳のテロル 2. ヨコハマLonely Cat 3. 未来の記憶 4. Blend You! 5. Never〜Hero〜Runaway 6. Runaway〜エンディング B面 1. Air-mailの最後に 2. 幕ぎれの雨 3. 別れの場面 4. Fallin' 5. NO! 6. 片手のレジスタンス 7. チャイナタウン・ローズ | LP                             | AF-7388                        |
| 1st                            | 1985年12月1日                  | MY PORTRAIT ライヴ&スペシャル・コレクション | 1. オープニング〜17歳のテロル 2. ヨコハマLonely Cat 3. 未来の記憶 4. Blend You! 5. Never〜Hero〜Runaway 6. Runaway〜エンディング 7. Air-mailの最後に 8. 幕ぎれの雨 9. 別れの場面 10. Fallin' 11. NO! 12. 片手のレジスタンス 13. チャイナタウン・ローズ     | CD                             | 33C31-7743                     |

#### ベスト・アルバム
| 枚                                                       | 発売日                                                   | タイトル                                                 | 収録曲 | フォーマット                                             | 規格品番                                                 |
| コロムビアミュージックエンタテインメント 伊藤かずえ 名義 | コロムビアミュージックエンタテインメント 伊藤かずえ 名義 | コロムビアミュージックエンタテインメント 伊藤かずえ 名義 | コロムビアミュージックエンタテインメント 伊藤かずえ 名義 | コロムビアミュージックエンタテインメント 伊藤かずえ 名義 | コロムビアミュージックエンタテインメント 伊藤かずえ 名義 |
| -------------------------------------------------------- | -------------------------------------------------------- | -------------------------------------------------------- | --- | -------------------------------------------------------- | -------------------------------------------------------- |
| 1st                                                      | 2004年12月1日                                            | アイドル・ミラクルバイブルシリーズ 伊藤かずえ ベスト     | Disc1 1. 哀愁プロフィール 2. ガラスのテンダリー 3. 風と光のスニーカー 4. エンドレス・サマー 5. Air-mailの最後に 6. 亜麻色の風の中を 7. 悪魔の花嫁 8. 目隠し鬼 9. ファースト・ベルを聴かせて 10. 黄昏はあの日のように 11. ヨコハマ LONELY CAT 12. 別れの場面 13. 冬の星座 14. 悲しみのシルバー・レイン 15. Spring Love Song For You 16. 恋に♥を瞳に☆を 17. 久遠の愛 18. 哀しみの白い蝶 19. アガサの栞 20. 進化した伝説 Disc2 1. 17歳のテロル 2. ガラスの星座 3. RUNAWAY 4. NO! 5. ぼっくん!キミがいなきゃ 6. ジュリエットにさせて 7. あ・な・たにアムール 8. 愛に来て 9. 彼女の彼 10. プラス&プラス 11. Rising Generation 12. Tight & Loose 13. BURNIN' WEST SIDE 14. BURNIN' EAST SIDE 15. Another Face 16. GROWING UP 17. 星屑のイノセンス 18. 永遠のワインディングロード | CD                                                       | COCP-33031/2                                             |
| 日本コロムビア 伊藤かずえ 名義                           |                                                          |                                                          | |                                                          |                                                          |
| 2nd                                                      | 2017年8月30日                                            | 伊藤かずえ ゴールデン☆ベスト                             | 1. 哀愁プロフィール 2. ガラスのテンダリー 3. 風と光のスニーカー 4. エンドレス・サマー 5. Air-mailの最後に 6. 亜麻色の風の中を 7. 悪魔の花嫁 8. 目隠し鬼 9. ファースト・ベルを聴かせて 10. 黄昏はあの日のように 11. ヨコハマLONELY CAT 12. 別れの場面 13. 17歳のテロル 14. ガラスの星座 15. RUNAWAY 16. NO! 17. ぼっくん!キミがいなきゃ 18. あ・な・た・に アムール 19. 彼女の彼 20. プラス&プラス | UHQCD                                                    | COCP-40069                                               |

#### イメージ・アルバム
| 発売日                         | タイトル                                             | 収録曲 | フォーマット                   | 規格品番                       |
| 日本コロムビア 伊藤かずえ 名義 | 日本コロムビア 伊藤かずえ 名義                       | 日本コロムビア 伊藤かずえ 名義 | 日本コロムビア 伊藤かずえ 名義 | 日本コロムビア 伊藤かずえ 名義 |
| ------------------------------ | ---------------------------------------------------- | --- | ------------------------------ | ------------------------------ |
| 1985年7月21日                  | ライジング!-開幕- 小学館「週刊少女コミック」連載より | A面 1. Overture〜ライジングのテーマ〜 2. Rising Generation 3. Fallin' 4. Do Your Best! 5. ガザーラのように B面 1. Tight & Loose 2. I'm a Lady 3. センチメンタルをかかえて 4. 旅立ち 5. また出逢えたなら | LP                             | CX-7233                        |

#### 参加アルバム
| 発売日                         | タイトル                                    | 収録曲 | フォーマット                   | 規格品番                       |
| 日本コロムビア 伊藤かずえ 名義 | 日本コロムビア 伊藤かずえ 名義              | 日本コロムビア 伊藤かずえ 名義 | 日本コロムビア 伊藤かずえ 名義 | 日本コロムビア 伊藤かずえ 名義 |
| ------------------------------ | ------------------------------------------- | --- | ------------------------------ | ------------------------------ |
| 1983年3月21日                  | 悪魔の花嫁 プリンセス連載イメージ・アルバム | A面 1. リーインカーネーション - 歌：デイモス 2. BLACK FRIDAY - スキャット：川島和子 3. 魔王のプレリュード 4. 悪魔の花嫁 - 歌：伊藤かずえ 5. 久遠の愛 - 歌：伊藤かずえ B面 1. 目隠し鬼 - 歌：伊藤かずえ 2. 誘惑のダイス 3. 哀しみの白い蝶 - 歌：伊藤かずえ 4. ドラマはまだ終わらない 5. 暗闇からのラブソング - 歌：デイモス | LP                             | CX-7093                        |
| 2005年9月21日                  | 悪魔の花嫁 プリンセス連載イメージ・アルバム | 1. リーインカーネーション - 歌：デイモス 2. BLACK FRIDAY - スキャット：川島和子 3. 魔王のプレリュード 4. 悪魔の花嫁 - 歌：伊藤かずえ 5. 久遠の愛 - 歌：伊藤かずえ 6. 目隠し鬼 - 歌：伊藤かずえ 7. 誘惑のダイス 8. 哀しみの白い蝶 - 歌：伊藤かずえ 9. ドラマはまだ終わらない 10. 暗闇からのラブソング - 歌：デイモス        | CD                             | COCC-72226                     |

### タイアップ曲
| 楽曲                    | タイアップ                                           | 収録作品                            |
| ----------------------- | ---------------------------------------------------- | ----------------------------------- |
| 悪魔の花嫁              | プリンセス連載『悪魔の花嫁』より                     | シングル「悪魔(デイモス)の花嫁」    |
| ぼっくん!キミがいなきゃ | テレビ映画『もりもりぼっくん』オープニングテーマ     | シングル「ぼっくん!キミがいなきゃ」 |
| ジュリエットにさせて    | テレビ映画『もりもりぼっくん』エンディングテーマ     | シングル「ぼっくん!キミがいなきゃ」 |
| あ・な・た・にアムール  | オリジナル・ビデオアニメ『愛しのベティ魔物語』主題歌 | シングル「あ・な・た・にアムール」  |
| 愛に来て                | オリジナル・ビデオアニメ『愛しのベティ魔物語』から   | シングル「あ・な・た・にアムール」  |
| 星屑のイノセンス        | NHK『アニメ三銃士』イメージソング                    | シングル「星屑のイノセンス」        |

## 著書
- オレンジ日記 （1982年5月、ペップ出版）
- ちょっと過激な19歳 今日を生きる （1985年12月、ワニブックス） ISBN 978-4847010347
- 伊藤かずえの「ママ、これ作って!!」 おうちで作る スクールグッズ （2011年2月、マガジンランド） ISBN 978-4905054108